# Stenodontus meridionator
Stenodontus meridionator är en stekelart som beskrevs av Aubert 1959. Stenodontus meridionator ingår i släktet Stenodontus och familjen brokparasitsteklar. Inga underarter finns listade i Catalogue of Life.